# Hugh Heggie
Hugh Crosbie Heggie est un fonctionnaire et médecin australien né en 1950. Depuis le 2 février 2023, c'est le 23e administrateur du Territoire du Nord .

## Carrière
Hugh Heggie est né à Melbourne en 1950 dans l’État du Victoria . Il a fait ses études à Bonbeach High School et a fréquenté l'Université de Melbourne où il a obtenu un baccalauréat en médecine et un baccalauréat en chirurgie. Après avoir obtenu son premier diplôme, il s'est installé à Sydney où il a travaillé comme chercheur en pharmacologie avant de retourner à Melbourne. En 2001 il s'est installé dans le Territoire du Nord avec sa famille .
Entre 2016 et 2022, il a été médecin-chef et directeur exécutif de la santé publique et de l'excellence clinique dans le Territoire du Nord. Il a joué un rôle important pendant les restrictions liées au COVID-19 en Australie et a siégé à de nombreux conseils, comités et conseils locaux et nationaux .
Le 29 novembre 2022, la ministre en chef Natasha Fyles a annoncé qu'il succéderait à Vicki O'Halloran pour devenir le 23e administrateur du Territoire du Nord . Il a prêté serment devant le gouverneur général David Hurley le 2 février 2023 .

## Distinctions
Hugh Heggie a reçu la Médaille du service public (PSM) lors des Australia Day Honors 2021 pour « l'exceptionnel service rendu à la santé publique dans le Territoire du Nord » . Il a également reçu la Médaille du service humanitaire à l'étranger en 2021 pour sa contribution lors de la catastrophe du cyclone Pam en 2015 au Vanuatu .
Il a été décoré Chevalier de l'Ordre de Saint-Jean lors de sa nomination comme Administrateur du Territoire du Nord le 5 février 2023 . Il a été nommé Officier de l'Ordre d'Australie lors des honneurs de la Journée de l'Australie 2024 pour « ses services aux organisations de médecine et de recherche médicale, et en tant qu'administrateur du Territoire du Nord » .